# Andre Phillips
Andre Lamar Phillips (* 5. September 1959 in Milwaukee) ist ein ehemaliger US-amerikanischer Leichtathlet und Olympiasieger. Bei einer Körpergröße von 1,88 m betrug sein Wettkampfgewicht 84 kg.

## Werdegang
Andre Phillips war 1983 der zweite US-Athlet nach Edwin Moses, der im 400-Meter-Hürdenlauf unter 48 Sekunden blieb, als er in Köln 47,78 Sekunden lief. Bei den Weltmeisterschaften 1983 zwei Wochen zuvor hatte er in 49,24 Sekunden Rang 5 belegt.
Nachdem er sich nicht für die Olympischen Spiele 1984 hatte qualifizieren können, gewann er 1985 den Weltcup in 48,42 Sekunden. 1985 konnte Andre Phillips auch seine Bestzeit im 110-Meter-Hürdenlauf mit 13,25 Sekunden aufstellen.
Bei den Trials für die Olympischen Spiele 1988 konnten sich im 400-Meter-Hürdenlauf der zweifache Weltmeister und Olympiasieger Edwin Moses, sowie Andre Phillips und Kevin Young qualifizieren. Alle drei gewannen auch ihren Olympischen Vorlauf. Das erste Halbfinale gewann Moses vor Young, das zweite Halbfinale gewann Phillips vor dem Jamaikaner Winthrop Graham. Da Edwin Moses als einziger unter 48 Sekunden geblieben war, galt er als Favorit. Im Finale stellte Andre Phillips seine persönliche Bestzeit mit 47,19 Sekunden auf und gewann Gold, allerdings nur mit vier Hundertstelsekunden Vorsprung auf Amadou Dia Ba aus dem Senegal. Edwin Moses gewann in 47,56 Sekunden Bronze und Kevin Young war der vierte Läufer unter 48 Sekunden. Für Edwin Moses war das Rennen die einzige Niederlage bei einer internationalen Meisterschaft, für Andre Phillips blieb es der einzige Sieg.
Andre Phillips, der seinen Universitätsabschluss an der University of California, Los Angeles erwarb, arbeitet heute in Kalifornien als Lehrer.

### Dopingvorwürfe
Andre Phillips wurde bei den als einzigem Qualifikationswettkampf für die Olympischen Spiele gewerteten US-amerikanischen Meisterschaften von 1988 ebenso wie Joe DeLoach und Carl Lewis positiv auf das Dopingmittel Pseudoephedrin getestet, so dass er automatisch für die Olympischen Spiele gesperrt gewesen wäre.
Aufgrund eines Einspruchs erhielt er dennoch die Starterlaubnis und gewann dann in Seoul die Goldmedaille.